# Казанский Иоанно-Предтеченский монастырь
Иоанно-Предтеченский монастырь (тат. Ходай алдыннан килүче Ибан кәшишханәсе, Xoday aldınnan kilüçe İban käşişxänäse) — монастырь Русской православной церкви, расположенный напротив Спасской башни Казанского кремля, от которого его отделяет площадь, до 1917 года именовавшаяся по монастырю Ивановской (ныне площадь 1 Мая).
Симметричные относительно спуска с площади, 47-метровый шатер Спасской башни и трехшатровый 45-метровый Иоанно-Предтеченский собор монастыря (разрушенный в 1930-х) составляли яркий архитектурный ансамбль — один из важнейших в центре Казани.

## История

### XVI век

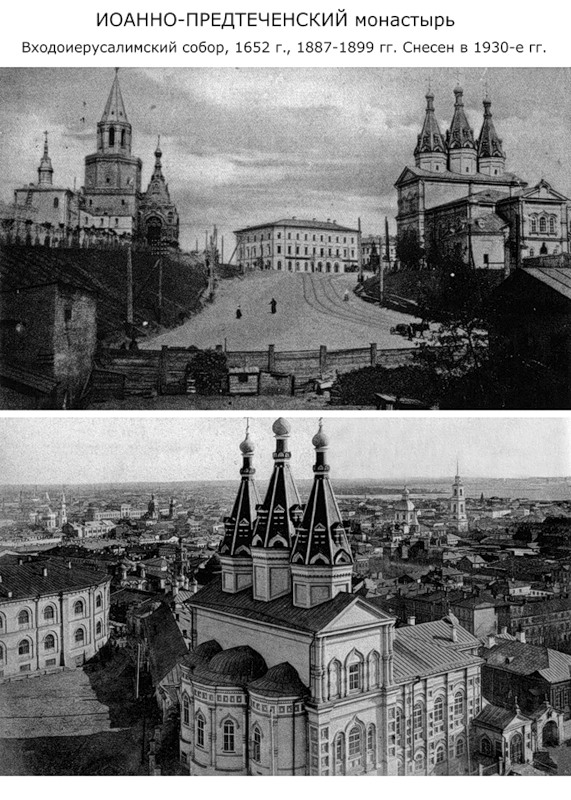
Монастырь до 1917 года

Монастырь был основан около 1567 года святителем казанским (1564—1566 гг.) Германом, первоначально как подворье основанного ранее в 1555 году св. Германом Свияжского Успенского монастыря, в котором он в течение 9 лет был настоятелем. Подворье упоминается в писцовой книге 1565 года.
В 1594 году митрополит казанский Гермоген, будущий Патриарх Всея Руси, прославленный в лике святых, просил царя Феодора Иоанновича открыть в Казани Иоанно-Предтеченский монастырь на основе подворья Свияжского Успенского монастыря. 28 января Феодор Иоаннович издал указ об открытии монастыря.

### XVII век
Первоначально все постройки были деревянными. В 1649 г. пожар уничтожил все строения, после чего в 1649—1652 гг. монастырь заново отстроен в камне на средства богатого московского купца «торгового человека гостиной сотни» (в те времена это самый высокий купеческий титул после «гостя», купцы, принадлежавшие к гостиной сотне торговали со странами Востока и Запада по водным путям и были очень состоятельными людьми, имели фамилии, в документах именовались полным именем) Гавриила Фёдорова-Антипина.
Таким образом, центр города украсил уникальный ансамбль, все строения которого возведены не просто в одну эпоху, а практически единовременно в 1649-52 гг. За три года был выстроен великолепный холодный 3-шатровый Иоанно-Предтеченский собор с двумя приделами, 5-купольная Введенская церковь с тесаными наличниками и восьмигранная колокольня с огневидными кокошниками и небольшим куполом (примечательно, что маковка купола (под металлом) полностью сложена из кирпича). Первоначально трехшатровый храм назывался, возможно, Входоиерусалимским (позднее был переименован в честь одного из упраздненных в XVIII в. приделов (Иоанна Крестителя и Иоанна Богослова) в честь Иоанна Предтечи) и 7 сентября 1652 г. освящен митрополитом Казанским и Свияжским Корнилием. Этот храм имел три разновеликих глухих шатра на трех восьмигранных основаниях, которые опирались на свод, перекрывавший удлиненный четверик. К храму примыкала трапезная, окруженная с трех сторон арочной галереей.

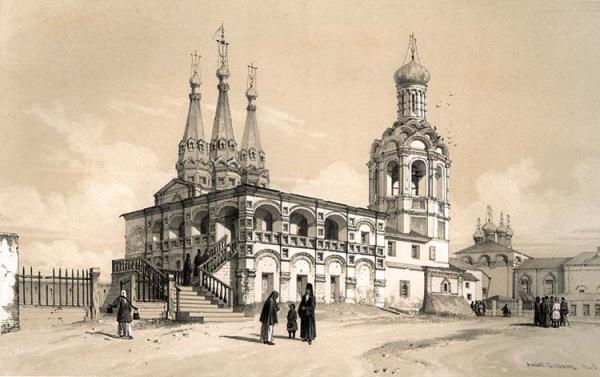
Предтеченский собор до реконструкции 1887 г. Литография Андре Дюрана, 1839 г.

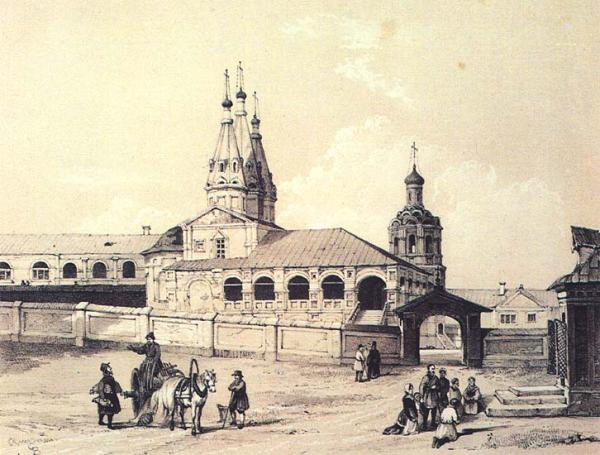
Предтеченский собор до реконструкции 1887 г. на литографии Эдварда Турнерелли, 1837 г.

Из построек тех лет сохранилась 5-купольная бесстолпная Введенская церковь с типичным для XVII в. декором (наличники из фигурного кирпича) и невысокая восьмигранная колокольня с одним ярусом звона, увенчанным 3 рядами нарядных кокошников. К сожалению, не сохранился главный храм тех же лет — Иоанно-Предтеченский собор, представлявший значительную архитектурную ценность благодаря своей редкой трёхшатровой форме (по типу «Дивной» Успенской церкви в Угличе). В XIX в. он был разобран за ветхостью и в 1887—1894 гг. заменён новым, тоже трёхшатровым, собором (более крупных размеров), но и этот собор снесён в 1930-е гг. В остальном ансамбль сохранился почти без изменений как один из ценных архитектурных комплексов, определяющих облик центра Казани.

### XVIII век
Монастырь всегда оставался небольшим и небогатым. Накануне реформы 1764 г. в его владениях числилось 90 крестьянских душ.
По екатерининской реформе 1764 года монастырь подлежал упразднению и Архиепископу Вениамину Пуцек-Григоровичу стоило больших усилий отстоять Иоанно-Предтеченский монастырь, который хотя и остался «за штатом» — то есть без государственного жалования, но продолжал действовать.

### XIX век
Новый пожар в 1815 году стал поводом для нового большого строительства в Ивановском монастыре в XIX веке. Казанцы собрали огромную сумму — 53 тысячи рублей для восстановления поврежденных строений, 5 тысяч рублей пожертвовал лично император Александр I. Под руководством специально созданной комиссии были капитально отреставрированы Введенская церковь и братские кельи, у Предтеченского собора перестроены алтарь, ризница, построены кельи между собором и колокольней (сохранились, примыкают к колокольне с юга), обновлены фрески собора. Однако собор из-за полученных повреждений к конце XIX века окончательно обветшал, к тому же небольшое помещение храма уже не вмещало увеличивающееся количество прихожан.
Архиепископ Казанский и Свияжский Палладий Раев (1882 года по 1887 год) решил разобрать древний собор и построить его копию. Несмотря на то, что это решение вызвало протесты многих архитекторов, профессоров и казанской интеллигенции, требовавших сохранить памятник XVII века, архиепископ Палладий воплотил свою строительную инициативу в жизнь, и в 1887—1894 гг. был построен новый собор в честь Усекновения Главы Св. Иоанна Предтечи, повторяющий внешний облик и планировку храма XVII века, но в больших размерах (36х26 м вместо 30х19 м).
В новом соборе было 5 престолов: наверху боковые приделы: свт. Иннокентия Иркутского и свт. Германа Казанского, на нижнем этаже два придела: во имя иконы Божией Матери «Всех скорбящих радость» и во имя свв. Седми отроков, пострадавших во Эфесе. Изменилась планировка, вместо бесстолпной планировки древнего храма, в новом были установлены 4 мощных столпа, пол выложен мозаикой в византийском стиле.
Сооружение храма (2 млн кирпичей) обошлось почти в 100 000 рублей, из которых монастырь был в состоянии выделять лишь около 2 тыс. руб. ежегодно (то есть всего 14 тыс. за 7 лет стройки — около 14 % суммы). Остальные 86 % по обычаю поступали от частных лиц, так, 7 тысяч пожертвовал купец М. И. Попов, 6 тыс. рублей мещанин В. И. Шорин. Большая заслуга в сборе пожертвований принадлежит выдающемуся администратору игумену Ексакустодиану. На оставшиеся средства из оставшихся от старого собора кирпичей перестроена монастырская ограда и отстроен в камне пространный (23 на 15 м) Настоятельский корпус.
Иоанно-Предтеченский монастырь стал важной вехой в духовной биографии полковника Казанского военного округа Павла Ивановича Плиханкова, будущего старца Варсонофия Оптинского, о чем он писал в воспоминаниях: "Однажды в Казани <…> собрался я в военную церковь исповедаться. По дороге обратил внимание на неизвестный мне маленький храм старинной архитектуры. На мой вопрос, как называется эта церковь, мне ответили, что это Ивановский монастырь… <…> С тех пор я частенько стал бывать в этом монастыре, к великому смущению моих сослуживцев. И с этого времени мир восстал на меня, начались бесчисленные толки о моем странном образе жизни. «Что это с ним сделалось? Принятый во многих аристократических семействах, у Обуховых, у Молоствовых, он находит теперь удовольствие в беседе и чаепитии с монахами. Да он просто с ума сошел!».
В 1885—1909 годах настоятелем стал игумен Ексакустодиан (Каменский; 1831—1909; с 1887 — архимандрит), выпускник Вологодской духовной семинарии, назначенный в 1867 году в Казань после пребывания в Спасо-Каменном и Григорьево-Пельшемском монастырях Вологодской епархии. При нём монастырь превратился в благополучную обитель, пользующуюся большим авторитетом в городе.
Таким образом, до 1917 года монастырский ансамбль помимо двух храмов составляли: 1) Каменный трехэтажный настоятельский корпус. 2) Примыкающий к зимнему храму корпус, каменный, трехэтажный, занятый кельями братии. 3) Каменный двухэтажный корпус, обращенный лицевым фасадом к гостиному двору. 4) Каменные погреба.
Монастырь имел в собственности: 1) Пахотная и сенокосная земля при с. Тарлашах, Казанского уезда, в количестве 18 десятин 1450 саж. 2) Пахотная и сенокосная земля в том же уезде при с. Каймарах в количестве 11 десятин 2054 саж. 3) Пахотная земля при дер. Мрясовых Челнах Спасского уезда, в количестве 70 десятин. 4) Рыбные ловли в Лаишевском уезде при с. Тетееве. 5) Мукомольная мельница при дер. Диком Поле, Лаишевского уезда. 6) Земля, отчасти занятая лесом, в количестве 76 десятин 1656 саж. вблизи Казани, за Кизической слободой.

### XX век

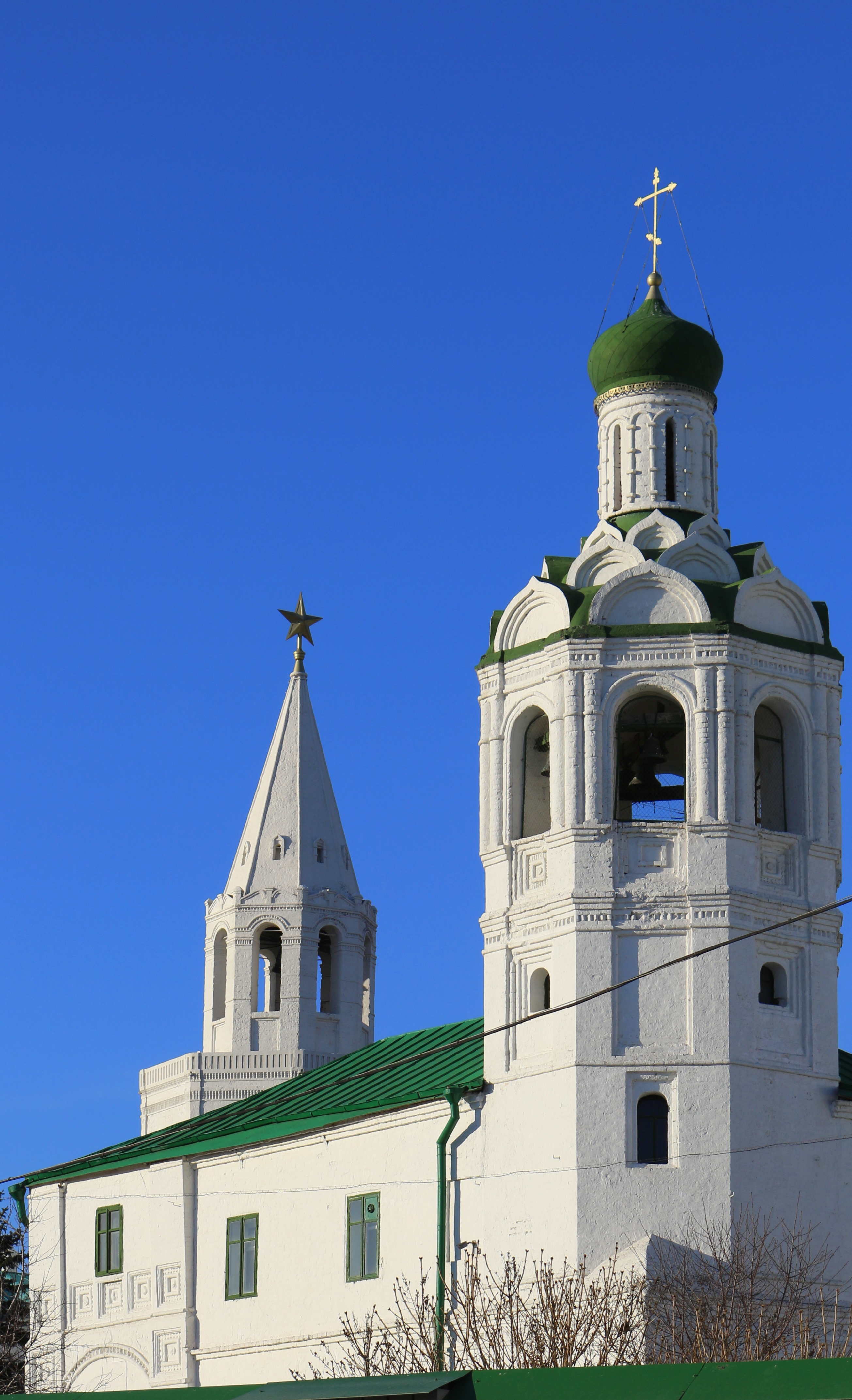
Колокольня на фоне Спасской башни Кремля

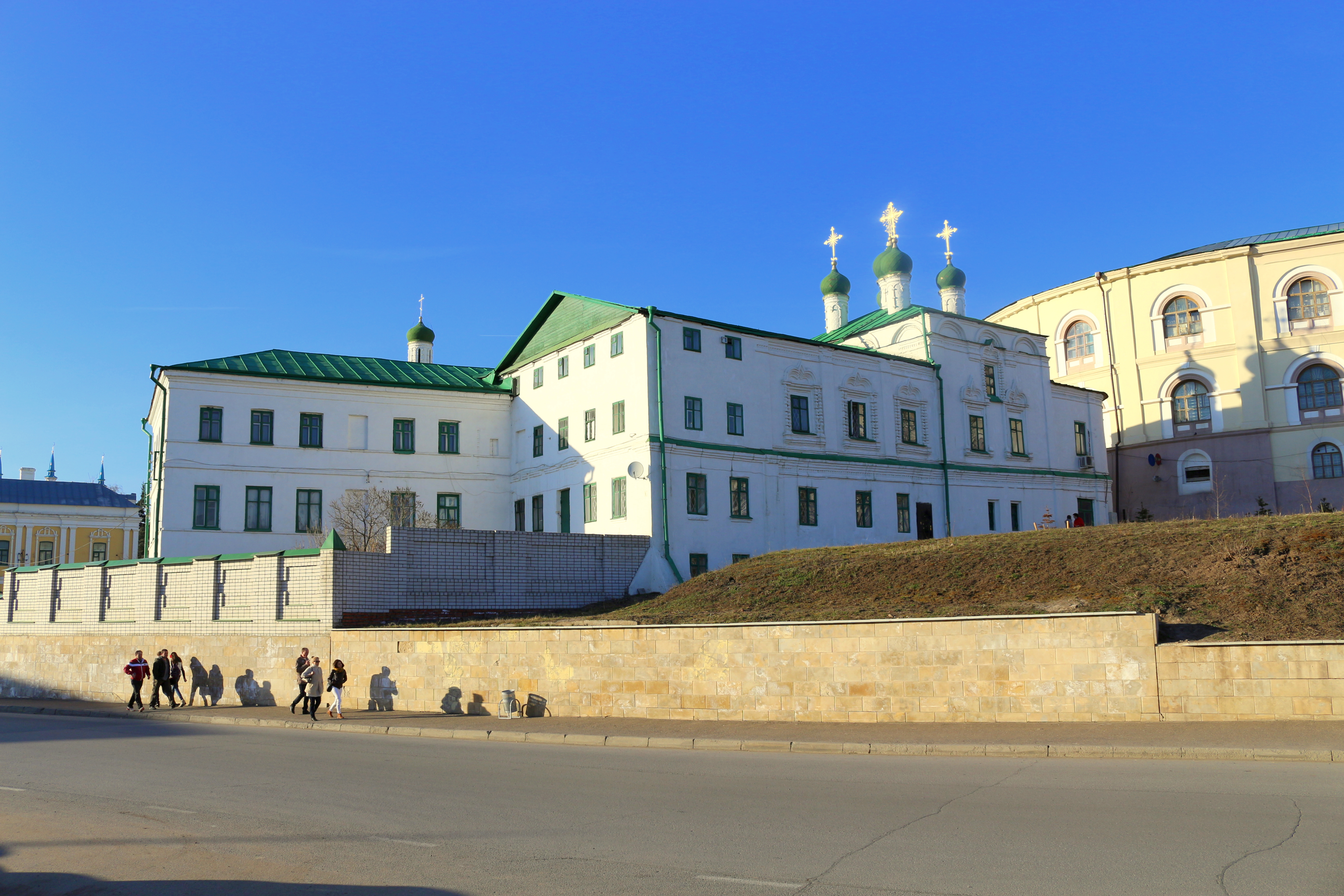
Братский корпус и Церковь Введения Пресвятой Богородицы. Вид со стороны улицы Профсоюзная

После 1918 года кафедральный Благовещенский собор, архиерейский дом и здание консистории в Кремле стали недоступны из-за объявления Кремля закрытым военным городком. Епархиальное управление по распоряжению епископа Анатолия разместилось в Иоанно-Предтеченском монастыре, а роль кафедрального собора стал выполнять самый большой храм Казани — собор Богородицкого монастыря.
Игумен Ивановского монастыря Ефрем был назначен настоятелем в Свияжский Успенский монастырь с возведением в сан архимандрита, а в ноябре 1922 того же года был арестован и сослан в Усть-Цильму (после ссылки жил в Рязани).
В монастыре разместился временно управляющий казанской епархией архимандрит Спасо-Преображенского монастыря Иоасаф (Удалов) вместе с о. Варсонофием и о. Венедиктом и чудом уцелевшим во время расстрела иеромонахом Успенского Зилантова монастыря Иосифом (Тюриным). 26 сентября из Москвы возвратился епископ Чистопольский Анатолий (Грисюк), вступивший во временное управление епархией.
К январю 1920 года большевики вытеснили белогвардейцев из всей Восточной Сибири до Байкала, была восстановлена связь патриарха Тихона с казанским митрополитом Иаковом (Пятницким), который отказался возвращаться на Казанскую кафедру, в занятый большевиками город. 8 апреля 1920 года митрополитом Казанским и Свияжским был назначен Кирилл (Смирнов), и несмотря на то, что большевики не давали разрешения на выезд владыки из Москвы, 26 июня (9 июля), в день празднования Седмиезерной Смоленской иконы Божьей Матери. владыка прибыл около 12 часов в Казань и успел в полном архиерейском облачении встретить Крестный ход с иконой в соборе Богородицкого монастыря, который тогда был кафедральным. В Богородицком монастыре святитель Кирилл и поселился, ежедневно в течение своего двухлетнего пребывания в Казани пешком отправляясь в Иоанно-Предтеченский монастырь, где находилось епархиальное управление. В1937 году владыку Кирилла расстреляли.
В конце ноября 1923 года архимандрит Питирим (Крылов), настоятель Благовещенского собора, иеромонахи Иоанно-Предтеченского монастыря Иоанн (Широков), Феофан (Еланский) и иеродиакон Серафим (Шамшев) были арестованы и сосланы на три года на Соловки.
В 1926 году община Иоанно-Предтеченского религиозного общества, придерживающегося староцерковного, тихоновского направления, составляла 100 человек. Настоятельские обязанности и председательство в приходском совете с 1926 года исполнял епископ Мамадышский Андроник (Богословский), обязанности секретаря — иеромонах Палладий (Шерстенников) позже переведен в Кизический монастырь с возведением в сан архимандрита. Вся Казань знала и уважала старца-епископа и за время его настоятельства никто не смел поднять руку на обитель.
В 1927 году Ивановский монастырь перешёл к обновленцам («обнагленцам», как их называли в Казани), община которых составляла 27 человек. Староцерковная община Ивановского монастыре присоединилась к общине Николо-Вешняковской церкви.

Весной 1929 году община Георгиевской церкви, пытаясь спасти свой храм от сноса, указала на закрытые храмы Казани, среди которых был и Предтеченский собор Ивановского монастыря. В итоге Георгиевскую церковь спасти от разрушения не удалось, вместе с тем городские власти начали активную работу по ликвидации Предтеченского собора. Обновленцам, занимавшим теперь Ивановский монастырь, позволили вынести в Покровский храм, также занятый «живоцерковниками», иконостас и Образ Спасителя. 8 июня 1930 года отдел по делам музеев в ТЦИКе запросил строительный материал для ремонта стен кремля, для чего решили использовать монастырскую ограду, трехшатровый Предтеченский собор и часовню. 

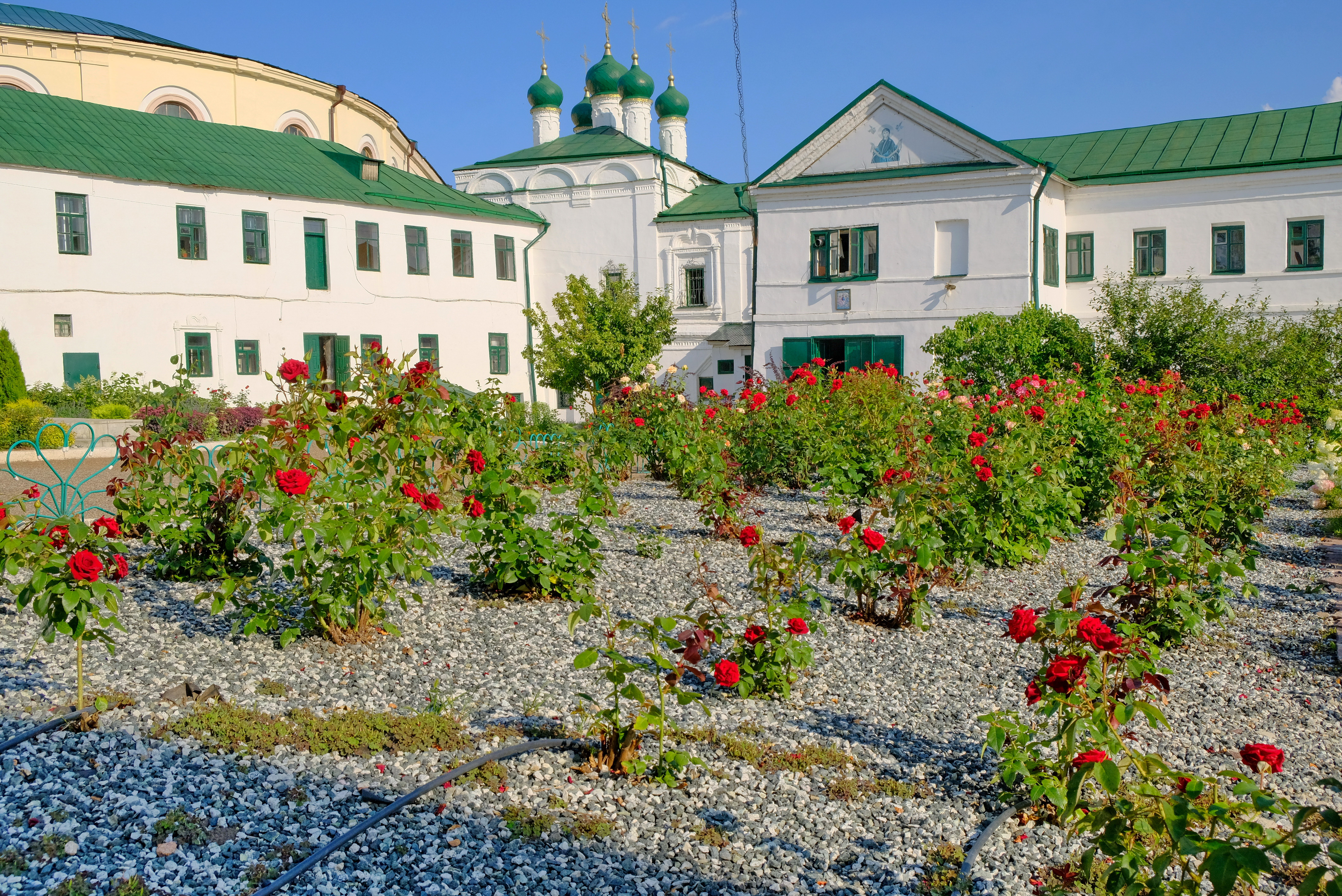
Розарий

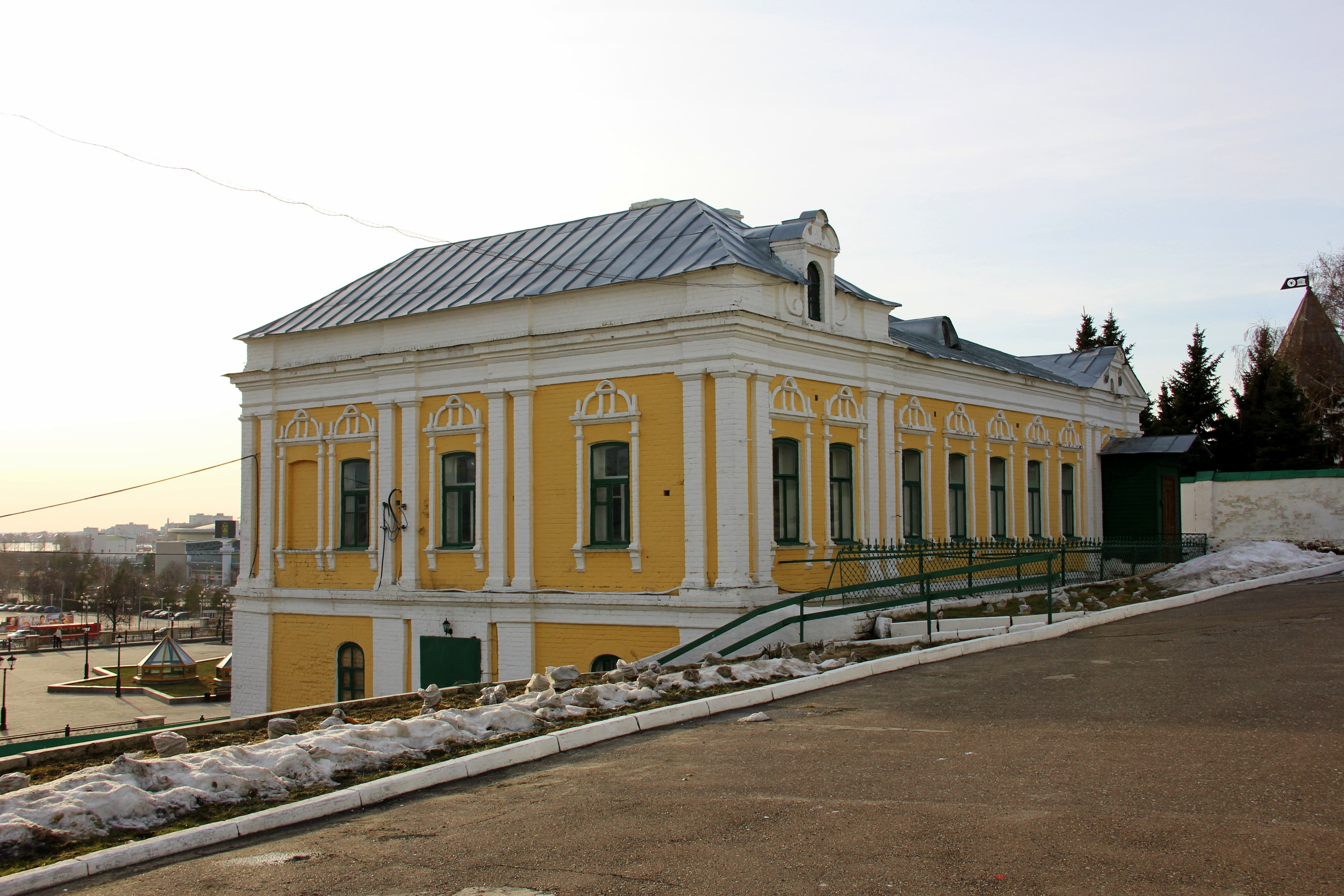
Архимандритский корпус

В конце 1920-х в первые годы управления епархией в Ивановском монастыре жил епископ казанский Афанасий (затем он управлял епархией, проживая в доме при Богоявленской церкви, после его конфискации в доме № 6 по улице Кирпичнозаводской).
К 1935 году обновленцы получили Тихвинскую и Варлаамовскую церкви. Обновленческое движение в Казани изначально имело немного сторонников, в связи с чем Введенский храм Ивановского монастыря стал малопосещаемым, чем не преминули воспользоваться уполномоченные органы: решением заседания Культкомиссии от 27 ноября 1936 года Введенская церковь монастыря была закрыта, в ней разместили мастерскую «по привитию профессиональных навыков беспризорным и безнадзорным детям».

### Возрождение монастыря
В 1992 года монастырь вернули Казанской епархии. Первым игуменом стал постриженник Троице-Сергиевой лавры игумен Давид (Кораблёв). В монастыре восстановлена рака святителя Германа, в которую вложена частица его мощей. При строительстве казанского метрополитена, несмотря на многочисленные письма и обращения общин Ивановского монастыря и Никольского собора, между монастырем и кафедральным Никольским собором, практически вплотную, был вырыт огромный котлован, в результате чего во Введенском храме постройки середины 17 века по стенам пошли большие трещины. Несмотря на косметический ремонт, памятникам архитектуры был нанесен серьёзный урон.
С 1994 года возобновились службы в отреставрированном Введенском храме. По времени восстановления монастырь является вторым в Казанской епархии после Раифского. Известен своей благотворительной деятельностью (единственная в Казани бесплатная столовая для неимущих, обеспечение временной работой бездомных и т. п.).

## Архитектурный ансамбль
В архитектурный ансамбль монастыря входят:
- Колокольня ( Объект культурного наследия № 1610012001№ 1610012001)
- Архимандритский корпус ( Объект культурного наследия № 1610012002№ 1610012002)
- Братский корпус ( Объект культурного наследия № 1610012003№ 1610012003)
- Церковь Введения Пресвятой Богородицы во храм ( Объект культурного наследия № 1610012004№ 1610012004)